# Anna Alekseevna Koltovskaja
Anna Alekseevna Koltovskaja (in russo Анна Алексеевна Колтовская?; c.1552 – Tichvin, 5 aprile 1626) fu la quarta moglie dello zar Ivan IV di Russia.

## Biografia
Era la figlia di un cortigiano, Aleksej Koltovskij. Il suo anno di nascita non è noto con esattezza. È indicato (forse erroneamente) che è rimasta orfana presto, ed è cresciuta nella famiglia del principe Andrej Kurbskij. 

## Matrimonio
Dopo la morte improvvisa della sua terza moglie, Marfa Sobakina, il 13 novembre 1571, Ivan il Terribile ebbe delle difficoltà a contrarre un altro matrimonio, a causa delle leggi della Chiesa ortodossa russa, che consentivano al massimo tre matrimoni. Ivan però sostenne che il matrimonio precedente non era valido in quanto, a causa della malattia e morte della sposa, non era stato consumato. Ivan sposò quindi Anna, il 29 aprile 1572. Gli sposi trascorsero l'estate dello stesso anno a Novgorod. Dopo pochi anni di matrimonio, nel 1575, lo zar la ripudiò a causa della sua sterilità e la costrinse a ritirarsi in un convento, dove prese il nome di Dar'ja. 

## Morte
Morì nel 1626 e, assieme all'ultima moglie Marija Nagaja, riuscì a sopravvivere a suo marito.